# آلکساندریا، استان لهستان بزرگ‌تر
الکساندریا گریتر پولاند ویوودشیپ (به لاتین: Aleksandria, Greater Poland Voivodeship) یک منطقهٔ مسکونی در لهستان است که در Gmina Brzeziny, Greater Poland Voivodeship واقع شده‌است.

## خصوصیات
الکساندریا گریتر پولاند ویوودشیپ ۵۳۰ نفر جمعیت دارد.